# Orphilinae
Orphilinae es una subfamilia de coleópteros polífagos pertenecientes a la familia Dermestidae.

## Tribus
- Orphilini - Ranolini

Géneros
- Orphilodes
- Orphilus
- Ranolus